# Tyrannochthonius hypogeus
Espèce
Tyrannochthonius hypogeus est une espèce de pseudoscorpions de la famille des Chthoniidae.

## Distribution
Cette espèce est endémique du Kentucky aux États-Unis,. Elle se rencontre à Bruce Hollow dans le parc national de Mammoth Cave dans le comté d'Edmonson.

## Description
Le mâle holotype mesure 1,32 mm.

## Publication originale
- Muchmore, 1996 : The genus Tyrannochthonius in the eastern United States (Pseudoscorpionida: Chthoniidae). Part II. More recently discovered species. Insecta Mundi, vol. 10, p. 153-168 (texte intégral).